# Mclaydromia colini
Mclaydromia colini is een krabbensoort uit de familie van de Dromiidae. De wetenschappelijke naam van de soort is voor het eerst geldig gepubliceerd in 2003 door Guinot & Tavares.